# 0865
0865 è il prefisso telefonico del distretto di Isernia, appartenente al compartimento di Pescara.
Il distretto comprende gran parte della provincia di Isernia. Confina con i distretti di Lanciano (0872) a nord, di Vasto (0873) e di Campobasso (0874) a est, di Caserta (0823) a sud, di Cassino (0776) e di Sulmona (0864) a ovest.

## Aree locali e comuni
Il distretto di Isernia comprende 49 comuni suddivisi nelle 3 aree locali di Agnone (ex settori di Agnone, Capracotta, Carovilli e Forlì del Sannio), Isernia (ex settori di Cantalupo nel Sannio, Carpinone e Isernia) e Venafro (ex settori di Rocchetta a Volturno e Venafro). I comuni compresi nel distretto sono: Acquaviva d'Isernia, Agnone, Belmonte del Sannio, Cantalupo nel Sannio, Capracotta, Carovilli, Carpinone, Castel del Giudice, Castel San Vincenzo, Castelpetroso, Castelpizzuto, Castelverrino, Cerro al Volturno, Chiauci, Civitanova del Sannio, Colli a Volturno, Conca Casale, Filignano, Forlì del Sannio, Fornelli, Isernia, Longano, Macchia d'Isernia, Macchiagodena, Miranda, Montaquila, Montenero Val Cocchiara, Monteroduni, Pesche, Pescolanciano, Pescopennataro, Pettoranello del Molise, Pietrabbondante, Pizzone, Poggio Sannita, Pozzilli, Rionero Sannitico, Roccamandolfi, Roccasicura, Rocchetta a Volturno, San Pietro Avellana, Santa Maria del Molise, Sant'Agapito, Sant'Angelo del Pesco, Scapoli, Sessano del Molise, Sesto Campano, Vastogirardi e Venafro .